# 阿里斯蒂德斯·马里亚·佩雷拉
阿里斯蒂德斯·马里亚·佩雷拉（葡萄牙語：Aristides Maria Pereira，1923年11月17日—2011年9月22日）是佛得角共和国的首任总统，任期是1975年至1991年。

佛得角第一代国旗，由阿里斯蒂德斯·马里亚·佩雷拉亲自设计

| 前任： 无 | 佛得角总统 1975–1991 | 繼任： 安东尼·马斯卡雷尼亚斯·蒙泰罗 |